# Aki (provincie)

Provincies van Japan (1868), Aki in het rood

De provincie Aki (安芸国, Aki no kuni) of Geishū (芸州) is een voormalige provincie van Japan, gelegen in de regio Chugoku in het westen van Honshu. Het besloeg het westen van de huidige prefectuur Hiroshima.
De provincie werd opgeheven in 1871, en hernoemd tot prefectuur Hiroshima. Na enkele samenvoegingen ontstond de huidige prefectuur Hiroshima.